# 江戸清仁
江戸 清仁（えど きよひと、1973年9月15日 - ）は、日本のゲームタレント、俳優、実業家。神奈川県出身。主な芸名は「えどさん”」。
ゲーム実況プレイ動画制作を主業務とするスタジオNGC（旧：スタジオえどふみ）代表。

## 人物
- 自他共に認めるゲーマー[1]。
- 動画共有サービスのニコニコ生放送、FRESH LIVE、Twitch、およびYouTubeで「えどさん”」と名乗り、実況動画を配信中。
- 「えどさん”&ふみいち」の相方・ふみいち（近藤史一）と共に世界初のゲームメーカー公認のゲーム実況者となった[1][2][3]。
- その当初、俳優であることは非公開にしていたが、2人の公式ホームページの公開により、明らかとなった。
- 坊主頭と赤いツナギが特徴的である。
- 身長174cm。血液型B型。
- 全商珠算・電卓検定3級、普通自動車免許、普通二輪車免許取得。

## 主な出演

### 映画
- 金融腐蝕列島〔呪縛〕（1999年）
- 静かなるドン THE MOVIE（2000年）

### テレビ
- ぐるぐるナインティナイン（日本テレビ）

### テレビドラマ
- ブラックジャックによろしく（2003年、TBS）- 小笠原 役
- YASHA-夜叉-（2000年、テレビ朝日）
- ショカツ（2000年、関西テレビ）- 北村 役

### ゲーム
- SIREN - 石田徹雄 役[4]
- SIREN2 - 江戸屍仁 役
- Fallout 3 - ワーナー、トロッグ、パラディン・トリスタン 役
- アサシン クリード II - チェッコ・オルシ 役

### ゲーム実況
主なレギュラー
- NGCの各番組（2010年 - 、ニコニコゲーム実況チャンネル[5]）（2017年1月 - 、NGC the FRESH!）（2018年1月 - 、NGC the Twitch）

## 書籍
- えどふみ滅（2009年6月、えどさん”&ふみいち 共著、とびら出版 刊、ISBN-13 9784904318041、ISBN 4904318048）